# Suomenniemi

Wappen von Suomenniemi

Suomenniemi [ˈsuɔ̯mɛnˌniɛ̯mi] ist eine ehemalige Gemeinde im Osten Finnlands. Seit 2013 ist sie ein Teil der Stadt Mikkeli.

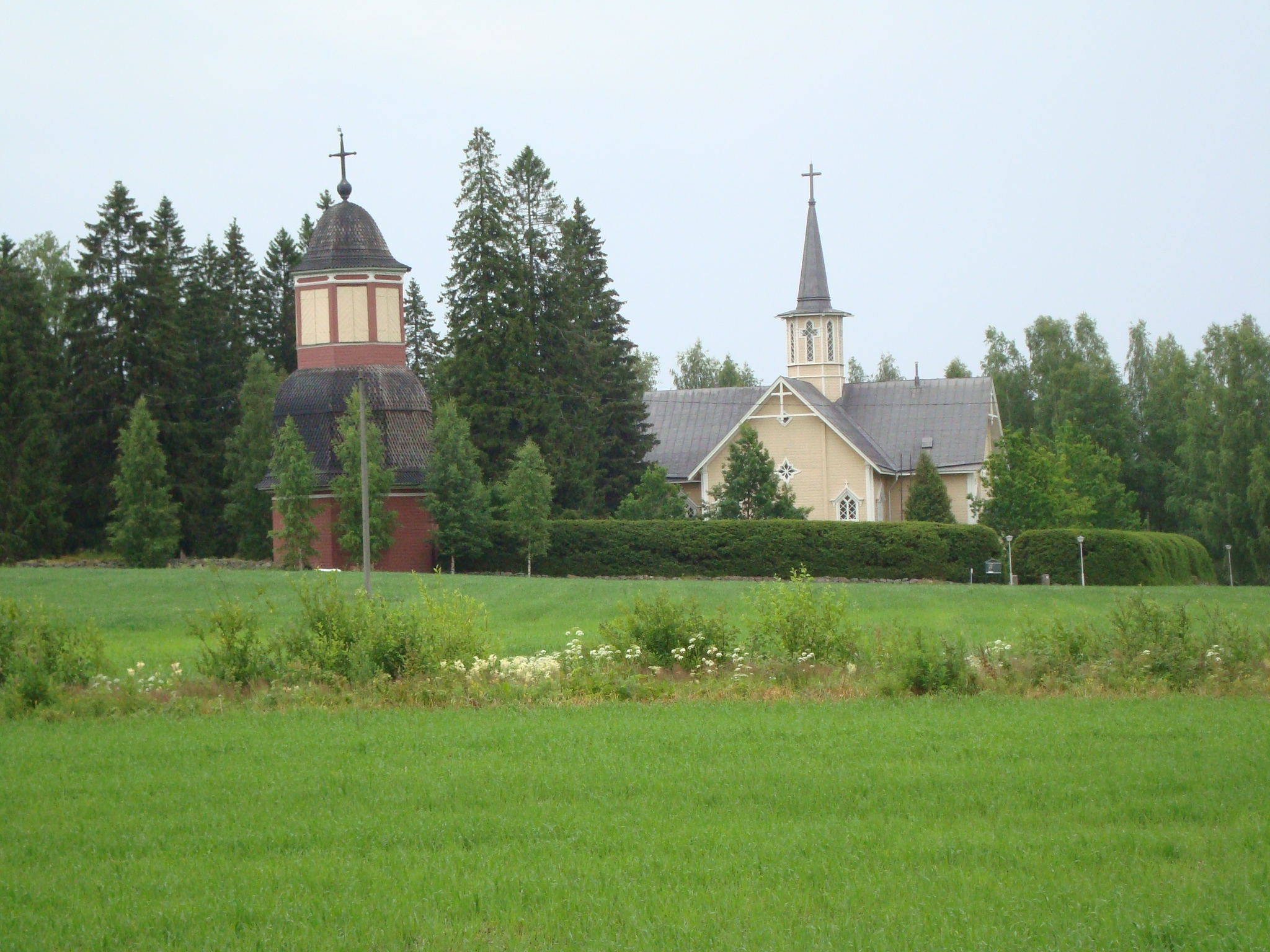
Die Kirche von Suomenniemi

Suomenniemi liegt im Süden der ostfinnischen Landschaft Südsavo an der Grenze zu Südkarelien 46 Kilometer südlich des Stadtzentrums von Mikkeli und 61 Kilometer nordwestlich von Lappeenranta. Das ehemalige Gemeindegebiet von Suomenniemi ist ländlich geprägt und hat eine Fläche von 363,0 Quadratkilometern (davon 79,2 Kilometer Binnengewässer). Die Einwohnerzahl der Gemeinde betrug zuletzt 752 (Stand: 31. Dezember 2012). Die Bevölkerungsdichte lag damit bei nur 2,7 Einwohnern pro Quadratkilometer. Zum Zeitpunkt seiner Eingemeindung war Suomenniemi gemessen an der Einwohnerzahl die kleinste Gemeinde auf dem finnischen Festland. Zudem gehörte Suomenniemi zu den wenigen Gemeinden ohne Siedlungszentrum (taajama). Hauptort von Suomenniemi ist das gleichnamige Kirchdorf, das am Nordende des Kuolimo-Sees liegt. Im Osten hat Suomenniemi Anteil an Finnlands größtem See, dem Saimaa. Zum ehemaligen Gemeindegebiet gehören auch die Dörfer Kakkola, Karkaus, Kiesilä, Laamalansaari, Luotolahti, Lyytikkälä, Pajulahti, Pukkila, Suomenkylä und Sydänmaa.
Suomenniemi war ab 1689 eine Kapellengemeinde von Savitaipale. 1866 wurde der Ort zu einem eigenständigen Kirchspiel erhoben. Zum Jahresbeginn 2013 wurde Suomenniemi zusammen mit Ristiina in die Stadt Mikkeli eingemeindet. Während seiner kommunalen Eigenständigkeit gehörte Suomenniemi zur Landschaft Südkarelien, durch die Eingemeindung wechselte es nach Südsavo.
Zu den Sehenswürdigkeiten von Suomenniemi gehören die 1866 erbaute Holzkirche, die rund 5.000 Jahre alten Felsmalereien am Hügel Louhtovuori, das Häusermuseum in Lyytikkälä, die Mühle in Hujala und die landschaftlich reizvolle Straße in Karkaus (Karkauksentie), die Südkarelische Milchstraße.